# Lakenheath
Lakenheath is een civil parish in het bestuurlijke gebied Forest Heath, in het Engelse graafschap Suffolk.